# Jorge de la Vega
Jorge de la Vega (Buenos Aires, 27 de marzo de 1930 - 26 de agosto de 1971) fue un artista plástico pop y surrealista de formación autodidacta argentino.
Estudió arquitectura y se dedicó a las artes visuales como miembro de la Nueva figuración con Rómulo Macció, Ernesto Deira, Luis Felipe Noé y, fugazmente, Enrique Sobisch, integrando las filas del Instituto Di Tella dirigido por Jorge Romero Brest, donde expuso individualmente en 1967.
Pintor abstracto y luego pop, también compuso canciones y cantó como parte del movimiento de la nueva canción (con Nacha Guevara, Marikena Monti y Jorge Schussheim). En 1968, tradujo a la música sus poesías surrealistas en el disco "El gusanito en persona" para el cual también diseñó el arte de tapa. 
Fue dibujante, grabador, poeta, diseñador gráfico y creativo en agencias de publicidad. 
Expuso regularmente desde 1947 y en la Facultad de Arquitectura desempeñó la cátedra de Visión II. Por sugerencia de Manuel Mujica Lainez expone individualmente en 1952 en la Galería Plástica de Buenos Aires. Expuso en La Haya, Pittsburgh, Toronto, Madrid, Nueva York y fue invitado a la Bienal de San Pablo donde se negó a participar en protesta contra la dictadura militar en Brasil.
Como uno de los protagonistas de la movida cultural de la época llevó al teatro y la calle sus espectáculos plenos de ironía e informalidad. Debe destacarse su serie Bestiario (1963-66) y Rompecabezas (1970). 
En 1968 participa en un espectáculo de canciones en el Instituto Di Tella que luego, y durante más de un año, llenaría la sala grande del teatro SHA con "Show de Miércoles", junto a Marikena Monti y a Jorge Schussheim. 
Su obra es objeto de publicaciones y muestras en varios museos y galerías internacionales y figura en colecciones de museos como el MALBA, Washington, Museo de Arte Moderno de Río de Janeiro, etc.

## Muerte
Cuenta Jorge Schussheim lo siguiente: “La noche del 25 de agosto (1971), fuimos a comer mi mujer y yo con De la Vega y Marta, y en un momento ella lo retó porque había tenido un desvanecimiento unos días antes y no quería ir al médico. No sé cómo siguió la cosa, creo que Jorge dijo algo así como que lo dejaran de embromar, y agregó: Mañana voy y me muero. Y al día siguiente se murió”. 
Agrega Juan Forn "Habían ido, Schussheim y él, al Canal 7, cada uno a un programa diferente, en un estudio diferente. De pronto le avisan a Schussheim: De la Vega se sintió mal, y se fue para afuera. Schussheim enfila hacia la puerta, ve de lejos el cuerpo caído y piensa, zas, le bajó la presión, o se desvaneció. No. Aneurisma."
Estaba casado con Marta Rossi, madre de su hijo Ramón nacido tres meses después de su repentino fallecimiento a los 41 años.

## Discografía
- 1968: El gusanito en persona (Olympia - OLI 10102)